# Un año sin amor
Un año sin amor es una novela autobiográfica del escritor argentino Pablo Pérez, publicada en 1998 por la editorial Perfil. La historia transcurre en 1996 y narra un año de la vida del autor a través de las entradas de su diario personal, las mismas en las que recuenta sus vivencias como escritor homosexual de 30 años diagnosticado con VIH, la angustia y depresión ante su posible muerte, sus encuentros sexuales anónimos y su paso por el mundo del sadomasoquismo. La primera edición del libro llevaba el subtítulo Diario del sida.
La obra está formada por 72 entradas del diario de Pérez, fechadas de febrero a diciembre de 1996, y transcurre en el mismo año en que apareció el cóctel de antirretrovirales que volvió al VIH una condición crónica en lugar de una enfermedad mortal, hecho que está presente en la trama. Gracias a la aparición de este tratamiento, el libro se convirtió en uno de los primeros testimonios autobiográficos sobre la experiencia de vivir con VIH cuyo autor no falleció como producto de la enfermedad.

## Argumento
Pablo Pérez es un escritor y profesor que comparte departamento con su tía Nefertiti. Sus problemas respiratorios lo llevan al hospital de forma constante, a la vez que intenta tratar con medicina homeopática su diagnóstico de VIH, enfermedad que presiente que pronto acabará con su vida. Pablo recuerda constantemente su tiempo en París y a su novio Hervé, a quien dejó para volver a Argentina y quien luego falleció de sida. También piensa seguido en su hermana Paula, quien se suicidó años atrás. La relación de Pablo con el resto de su familia no era buena, particularmente luego de haberle revelado la verdad sobre la muerte de Paula a su hermano menor, hecho que provocó que su madre le contara a su hermano sobre su homosexualidad y su diagnóstico de VIH.
Pablo lleva una vida sexual activa como forma de sentir vitalidad, aunque evita revelar que es seropositivo. Entre las actividades que realiza están la concurrencia a fiestas de sadomasoquismo con amigos (actividad que había iniciado desde su tiempo en París) y la visita repetida a cines pornográficos en los que tiene sexo anónimo con hombres desconocidos. Luego de que llegan las noticias del nuevo cóctel de antirretrovirales de la Conferencia Internacional sobre el Sida en Vancouver, Pablo inicia el tratamiento de los medicamentos recetados por el médico. También empieza a ser más honesto sobre su diagnóstico, aunque esto reduce el número de hombres que muestran interés en él. La aparente eficacia del nuevo tratamiento aleja la idea de la muerte de su mente y sus pensamientos se vuelcan hacia el miedo a la soledad, la misma que experimenta aun cuando está entre amigos o teniendo relaciones sexuales. El libro finaliza con la llegada del año nuevo.

## Legado
La obra fue adaptada en 2005 en la película del mismo nombre por la directora Anahí Berneri, con un guion coescrito por Pérez y con el actor Juan Minujín en el papel protagónico. El filme recibió opiniones positivas, haciéndose acreedor al Premio Teddy del Festival Internacional de Cine de Berlín. Además de Un año sin amor, el filme adaptó algunas escenas de la novela El mendigo chupapijas, una suerte de secuela que Pérez empezó a publicar por entregas en 1998 y que narra su vida años después de los eventos del libro, incluyendo los problemas que tuvo con su familia a raíz de su aparición. Pérez publicó adicionalmente una precuela, Querido Nicolás (2016), que relata en formato epistolar el tiempo que vivió en París antes de volver a Argentina.